# Joaquín Villanova Rueda
Joaquín Villanova Rueda (Alhaurín de la Torre, 11 de enero de 1957) es un político español, alcalde de Alhaurín de la Torre desde 1996. Entre 2000 a 2004 fue senador por Málaga.

## Biografía
Licenciado en Finanzas Empresariales y de contabilidad por la Universidad Politécnica de Madrid, casado y padre de dos hijos, comenzó en la política siendo concejal del ayuntamiento de Alhaurín de la Torre desde 1987 a 1995. En 1996 es elegido alcalde de su pueblo natal,  y desde 2011 a 2015, Diputado del Congreso en la X legislatura por la provincia de Málaga.
Entre 2000 a 2004 fue Senador en la VII legislatura por dicha provincia Andaluza.
Hasta 2023 fue vicepresidente de la Federación Andaluza de Municipios y Provincias,del que es vicepresidente segundo.Por último, ha sido consejero del Canal Torrevisión y de la Empresa publica provincial para la vivienda de Málaga S.A.